# SC Potsdam
Maillots
Le SC Potsdam est un club sportif allemand localisé dans la ville de Potsdam, dans le Brandebourg.
Ce club qui compte plus de 3 000 membres, comporte des très nombreuses sections, donc le Basket-ball, le Football américain, la Gymnastique, le Handbal, le Tennis de table, le Volley-ball,…
Si le football y est plus anecdotique, l’équipe féminine de Volley-ball joue dans la Bundesliga de la discipline.

## Histoire

ancien logo du SC Potsdam, du temps de la RDA

Le club fut fondé le 1er janvier 1961, comme cercle omnisports sous le prétexte de développer la pratique des sports de compétitions afin de préparer des athlètes pour les Jeux Olympiques de Tokyo en 1964.
Le 6 février 1961, la section football du SC Potsdam fut mise sur pied. La volonté de dirigeants politiques était de bâtir une équipe très compétitive. Pour cela ils firent passer la majorité des meilleurs éléments du BSG Rotation Babelsberg vers le SC Potsdam et installèrent arbitrairement ce nouveau club à la place du BSG Rotation en DDR-Liga, la D2 est-allemande. Rotation Babelsberg fut replacé au 3e niveau !
Mais, selon l’expression familière, la "mayonnaise ne prit pas". Les résultats du SC Potsdam restèrent médiocres et le club ne s’approcha jamais d’une éventuelle montée en DDR-Oberliga, l’élite du football en RDA.
Les dirigeants politiques perdirent patience et en vue de la saison 1965-1966, la section football de "SC Potsdam" fut incorporée au sein d'un autre club local, le BSG Motor Babelsberg. Celui-ci prit alors la place de Potsdam en DDR-Liga.
L’Histoire de la section football du SC Potsdam s’arrêta là. Elle ne reprit que quelques années après la Chute du Mur de Berlin et la réunification allemande.

### Depuis 1990
Le SC Potsdam fut reconstitué comme organisme civil dans sa forme actuelle en décembre 1994.